# Parafia Trójcy Świętej w Bernie
Parafia Świętej Trójcy (Свято-Троицкий приход в Берне) – parafia prawosławna w Bernie. Jedna z sześciu parafii na terytorium Szwajcarii w jurysdykcji Rosyjskiego Kościoła Prawosławnego poza granicami Rosji. 
Językiem liturgicznym parafii jest cerkiewnosłowiański, okazjonalnie również niemiecki. Parafia nie posiada samodzielnej cerkwi, nabożeństwa odbywają się w wynajętym pomieszczeniu w podziemiach kościoła ewangelicko-augsburskiego. 